# Benjamin Whorf
Benjamin Lee Whorf (24 de abril de 1897 – 26 de julho de 1941) foi um língüísta norte-americano, amplamente reconhecido como o proponente da ideia de que as diferenças entre estruturas de diferentes linguagens influenciam diferentes formas de perceber e conceituar o mundo. Esse princípio, formulado junto com Edward Sapir, de quem Whorf foi aluno, é chamado de Hipótese de Sapir-Whorf também conhecida como "hipótese da relatividade linguística", pois para Whorf o princípio tinha implicações semelhantes à teoria da relatividade de Einstein.
Durante sua vida, Whorf trabalhou como engenheiro químico, mas em sua juventude ele passou a ter interesse em linguística. Isso o levou a estudar o hebraico bíblico e depois as línguas indígenas da Mesoamérica. Em 1930 ele recebeu uma bolsa para estudar a língua nahuatl, no México; em seu retorno, ele apresentou seu trabalho em conferências feitas em vários idiomas.
Isso permitiu que ele começasse a estudar lingüística com Edward Sapir, na Universidade de Yale, enquanto mantinha seu trabalho na companhia de seguros Hartford Fire Insurance Company. Durante este tempo em Yale, trabalhou na descrição da língua Hopi e na história lingüística da língua uto-asteca, publicando muitos artigos em várias revistas do setor.
Em 1938 ele foi escolhido como substituto de Sapir, que deixou a universidade por motivos de saúde. Após sua morte, muitos de seus manuscritos foram publicados postumamente, editados por seus amigos. Na década de 1960, a hipótese Whorf passou a ser duramente criticada pelos acadêmicos.

## Biografia
Whorf is amplamente conhecido como um defensor da ideia de que as diferenças entre as estruturas dos diferentes idiomas configuram como seus falantes percebem e conceitualizam o mundo. Esse principio foi frequentemente chamado de  "hipótese Sapir–Whorf " por ele e depois por seu mentor Edward Sapir, mas  Whorf chamava-o de principio da relatividade linguístico, porque ele percebeu que suas ideias tinham implicações similares com o principio da relatividade física de Einstein.
Benjamin Whorf começou a estudar química no MIT e depois iniciou uma carreira de inspetor de incêndio para companhias de segurança. Ao longo de sua vida, Whorf era um engenheiro químico de profissão, mas, como jovem, se interessava pela lingüística. Inicialmente, esse interesse o atraiu para o estudo do hebraico bíblico.
Apaixonado por civilizações e línguas meso-americanas, inclinado a um certo misticismo, ele seguiu os cursos de E. Sapir a partir de 1928, foi viver com os Hopis em 1932 e foi o assistente de E. Sapir em Yale de 1937-1938. Mantendo sua posição de pesquisador, B. L. Whorf redigiu um dicionário e uma gramática hopi e depois, a partir de 1936, uma dezena de artigos que contêm o essencial da hipótese Sapir-Whorf, assim chamada apesar de que os textos foram exclusivamente redigidos por B. L. Whorf. Ele morreu em 1941 e seus textos, alguns então ainda inéditos, depois foram reunidos em um volume, que apareceu em 1956 sob o título Language, Thought and Reality (Lingua, Pensamento e Realidade)
Quando jovem ele apaixonou-se pela linguística, e seu interesse surgiu quando ele estudou e traduziu uma bíblia hebraica, logo depois ele interessou-se por línguas indígenas da Mesomérica. Vários profissionais da área de estudos da linguística se impressionaram e interessam-se pelos seus estudos. Em 1930 ele foi autorizado a estudar o idioma Nahuati no México. Em seu retorno ele apresentou diversos trabalhos influentes sobre a linguagem nas conferências linguísticas.
Isso o conduziu a começar a estudar linguística com Edward Sapir na Universidade de Yale enquanto ele mantinha o seu trabalho durante o dia na Hartford Companhia de Seguros de Incêndio, durante seu tempo em Yale ele trabalhou na descrição da lingua Hopi e na linguística histórica das línguas Uto-Aztecas, publicando muitos artigos influentes em revistas profissionais. Ele foi  escolhido como o substituto de Sapir durante sua licença médica em 1938.
Whorf ensinou em seu seminário o "Problemas da Linguística Indiana Americana". Além disso sobre seu conhecimento sobre a relatividade linguística, ele escreveu um rascunho da gramática  de Hopi e os estudos da dialética Nahuati, propondo uma decifração da escrita hieroglífica Maya, e publicou a primeira tentativa da reconstrução do Uto-Azteca.
Depois de sua morte de câncer em 1941 seus manuscritos foram aproveitados por seus amigos linguistas que também trabalharam para espalhar a influencia das ideias de Whorf sobre a relação entre idioma, cultura e cognição. Muitos dos seus trabalhos foram publicados posteriormente na primeira década apos sua morte.
Na década de 1960 as criticas  caíram a favor  de Whorf's e ele tornou-se o assunto do criticismo áspero dos estudiosos que consideravam a estrutura da língua e o primeiro reflexo cognitivo universal mais do que as diferenças culturais. Os criticos argumentavam que as ideias de Whorf eram instáveis, mal formuladas e baseadas sobre dados confusos e mal analisados.
No final do século XX o interesse pelas ideias e experiências de Whorf ressurgiu e uma nova geração de estudiosos começam a ler os trabalhos de Whorf. Esses estudiosos argumentaram que as criticas anteriores haviam se envolvido superficialmente  com as ideias atuais de Whorf, e atribuíram-lhes ideias que ele nunca expressou. O campo dos estudos relativos da linguística permanece em um foco ativo de pesquisa na psicolinguística e antropologia linguística e continua a gerar debates e controvérsias entre os proponentes do relativismo e do universalismo. Os trabalhos de Whorf na linguistica, tanto o desenvolvimento, quanto os conceitos como alofono e o criptotipo e a formulação das "Leis de Whorf" na linguística histórica Uto-Asteca têm sido conhecidos e tem uma ampla aceitação.
A carreira de Benjamin Lee Whorl pode, por um lado, ser descrita
como a de um empresário de talentos especializados - um desses indivíduos que, mediante a aplicação de treinamento fora de comum o conhecimento junto com devoção e percepção pode ser tão útil para qualquer tipo de organização empresarial. Por outro lado, sua carreira poderia ser descrita como a de um investigador inusitadamente competente e diligente em vários campos no estudo do sistema de escrita perdida dos maias e estudo das línguas dos astecas, do México e dos Hopis do Arizona. Ele combinou ambas as carreiras, alcançando reconhecimento nas atividades de negócios e ao mesmo tempo que avançou para alta eminência em seus trabalhos acadêmicos - sem sequer terem sofrido as preliminares usuais de formalidades. Os seus estudos acadêmicos foram  focados em discussões contemporâneas sobre o estudo do homem e sua cultura, um conjunto desafiador de hipóteses sobre a relação da linguagem com pensamento e cognição, sua biografia se torna uma questão  mais do que interessante. Ele nasceu em Winthrop, Massachusetts, em 24 de abril de 897,  filho de I Jarry Church e Sarah Edna.
Fonte: https://s3.amazonaws.com/academia.edu.documents/36027090/whorf.pdf?AWSAccessKeyId=AKIAIWOWYYGZ2Y53UL3A&Expires=1504877626&Signature=c5A4FOBtO8sKJ9ledqz%2Fs%2Fajv8g%3D&response-content-disposition=inline%3B%20filename%3DWhorf.pdf

## Hipótese Sapir-Whorf
A hipótese Sapir-Whorf associa-se às ideias de Edward Sapir (1884–1939) e Benjamin Lee Whorf (1897–1941) acerca do condicionamento recíproco entre a percepção e a linguagem e, consequentemente, com efeitos na cultura. O irônico é que essa hipótese não fora formulada pelos dois.
Sapir estudava antropologia sob Franz Boas na Universidade Colúmbia em Nova Iorque enquanto adquiria domínio em quantas línguas possíveis. Investigava como fatores externos configurava a cultura, moldando a percepção e comportamento individuais. Mais tarde, Sapir dedicaria-se à antropologia linguística e à docência quando o engenheiro químico Benjamin L. Whorf veio a estudar linguística com ele em Yale.
Whorf, um especialista em segurança do trabalho, notou alguns operários fumando perto de uns barris inflamáveis. Tais operários racionalizavam e negavam o perigo chamando os barris de ‘vazios’. Tal atitude levou a Whorf a pensar que a linguagem determina o pensamento.
A hipótese que levam o nome deles tornou-se conhecida pela análise de seus escritos publicados postumamente: Language, Culture and Personality(Sapir, 1949) e Language, Thought, and Reality (Whorf, 1956). O curioso é que Whorf tinha inicialmente publicado sua ideia no artigo Science and Linguistics (1940) em uma revista que na época era inexpressiva, o M.I.T.’s Technology Review.
Já se era sabido das diferenças semânticas entre línguas e culturas. Essa relação entre semântica e cultura é mais visível com os vocabulários focais. A lenda que os esquimós-Inuit têm milhares de palavras para neve e nenhuma para gelo, embora não seja verdade, revelava a existência de vocabulários focais ou ultra-especializados próprios das comunidades linguísticas. Em um trabalho de campo entre sertanejos no Paraná, maravilhei-me como as pessoas do campo diferenciam abelhas e madeiras por nominalização. Às vezes a mesma espécie de abelha ou madeira recebe nomes diferentes de acordo com suas características ou funções sendo categorizadas como distintas. O vocabulário focal refletiria uma percepção especializada de uma comunidade linguística particular.
Porém, uma coleção de elementos em um campo semântico por si só não prova a relação de linguagem e pensamento.
Baseados nos trabalhos de Sapir e Whorf, vários estudos demonstraram sistematicamente as diferenças semânticas entre as línguas. Categorias como espaço, tempo, quantidade e cores não são uniformes através das culturas. Tais estudos tentam provar que a percepção diferencia de cultura para cultura filtrada pela linguagem. Um método comum era comparar espectro de cores através de grupos linguísticos. A exemplo, para os italianos há o azzurro e o blu, cores distintas para o que em português chamamos de ‘azul’.
Logo surgiram estudos que constestavam a Hipótese Sapir-Whorf, além de críticas que também aproveitavam elementos dessa hipótese como nos trabalhos de Noam Chomsky e Steven Pinker.
Como exemplo de variação cognitiva entre as línguas, é interessante a distinção epistemológica dos conceitos de ‘saber’ e ‘conhecer’. Em uma tabela de significações aproximadas temos:
| INGLÊS        | PORTUGUÊS              | SUECO          |
| data          | dados                  | uppgifter      |
| information   | informação             | information    |
| knowledge     | conhecimento           | vetande        |
| knowledge     | conhecimento           | veteskap       |
| knowledge     | conhecimento           | kännedom       |
| knowledge     | conhecimento           | kunskap        |
| knowledge     | o saber                |                |
| understanding | compreensão            | förståelse     |
| insight       | compreensão            | insikt         |
| expertize     | perícia                | kompetens      |
| wit, cunning  | esperteza, perspicácia | vett           |
| wisdom        | sabedoria, sapiência   | visdom, vishet |

Por essa tabela, vê-se que modelos cognitivos e heurísticos desenvolvido por falantes do inglês como o DIKW (Data, Information, Knowledge, Wisdom) é incompleto em português e não faz sentido para os suecos.
Os significados na tabela são os mais correntes, o que não exclui a existência de termos técnicos. A filosofia em inglês distingue knowledge of acquaintance e knowledge by acquaintance que equivaleria à dicotomia conhecer/saber. Em um jargão mais acurado em português, introspecção seria o mais próximo de insight.
Em sueco é interessante a distinção entre att veta — saber e conhecer algum assunto; e att känna — sentir algo ou conhecer alguém de forma relacional. Para complicar, o verbo kan pode também ser usado para o conhecimento hábil: jag kan svenska (falo/sei sueco), jag kan koka (sei cozinhar).
As distinções discretas continuam: para o português habilidade e capacidade há no inglês skills, capability, ability, capacity — todos com nuances e significações distintas sem correspondência direta no português.
Outro exemplo são as nuances de poder em alemão — Kraft, Macht, Stärke, Herrschaft, Entwicklungsmöglichkeit — são distintas das noções de habilidade, potência, força, autoridade, domínio, senhorio — com potenciais significados presentes em português.
Também há elementos semânticos quase únicos a cada línguas. São os famosos idiomatismos tidos como exclusivos de cada língua: saudade para o português, Schadenfreude em alemão, lagom em sueco, ilunga na língua bantu tshiluba e jayus em bahasa.
A hipótese Sapir-Whorf ainda está sob discussão, mas dela se dá para tirar um aproveito. Pela sua demonstração das variedades cognitivas  das línguas, no aprendizado de novos idiomas ela é útil a quem queira aumentar uma percepção diferente, desenvolver um raciocíonio acurado e se expressar de forma precisa.
Fonte: https://ensaiosenotas.com/2013/01/31/hipotese-sapir-whorf/
É possível formular outro grupo de ideias, grupo B, e mediar entre A e C, para que possamos passar, por meio de vários cadeias ou caminhos de comunicação conectiva, de A a C e, portanto, de "baixo" para "cima" inteiramente de forma conectiva e sem a ajuda de Associação. Por exemplo :
A conjunto  Pia  arrastar  solta  oco  deprimir  mentira  BAIXA
B ficar  de  pé  pesado  puxar  precipício  espaço  Urso  ampliar
c Ereto  levantada  guindaste  alta   ar   sustentar inchar   ACIMA
Original do inglês para uma melhor compreensão:
A set sink drag drop hollow depress lie DOWN
B stand heavy pull precipice space bear extend
c upright heave hoist tall air uphold swell UP
Os sujeitos que sentem o caminho através dos congressos das idéias entre 'down' e 'up' (Baixo e Cima) nem sempre seguem esses caminhos, mas geralmente encontram outros.Por exemplo, o assunto M. F. foi o seguinte: 'set-heavy-swell-up' ( Conjunto – pesado – inchar- acima). Perguntado para explicar a conexão 'set-heavy' (Conjunto-Pesado), parecia que set (Conjunto) implicava uma forte noção de fixação ou fixidade, e sugeriu "rigidez, congelação, endurecimento, espessamento, como no ajuste da geléia, enquanto "pesado" implicava no assunto não apenas "peso", mas "corpo, densidade, viscosidade" dando uma ideia muito semelhante ao conjunto anterior '. Esta é uma verdadeira conexão, embora não fosse instantaneamente inteligível para o experimentador, mas era rapidamente entendido sem referência a qualquer experiência pessoal.
A conexão "pesada" também não foi percebida de forma instantânea, mas percebeu-se que "pesado" transmitia essencialmente a ideia de quantidade ou massa, incluindo "massividade, tamanho, aumento": daí "ampliar, expandir, inchar". Isso novamente é uma conexão verdadeira. O mesmo assunto começando com 'up' (Cima) Atravessou o caminho 'up-hoist-pull-drag-down' (Cima-Guindaste-Puxa-Arrasta-Baixa), o assunto gerou  'down-drop-heavy-hoist-up' (Baixa-Arrasta-Pesado-Guindaste-Cima). Perguntado para explicar a conexão "grua pesada", pareceu que pesado sugeria o sentimento ou o rolamento de peso, o "levantamento" de uma coisa, essencialmente como ação de elevação. A palavra "heave" (levantada) tinha sido mais familiar para o assunto, para uma melhor compreensão ele poderia ter escolhido esta palavra preferencialmente.
Fonte:https://s3.amazonaws.com/academia.edu.documents/36027090/whorf.pdf?AWSAccessKeyId=AKIAIWOWYYGZ2Y53UL3A&Expires=1504877626&Signature=c5A4FOBtO8sKJ9ledqz%2Fs%2Fajv8g%3D&response-content-disposition=inline%3B%20filename%3DWhorf.pdf